# 盧璘
盧璘（1504年—1594年），字秀夫，號連城，浙江紹興府餘姚縣人，匠籍，明朝政治人物。

## 生平
嘉靖十三年（1534年）甲午科浙江鄉試第三十名舉人。嘉靖十四年（1535年）中式乙未科會試第十三名，登第三甲第三十六名進士。授江西萬安縣知縣，历官刑部主事，二十五年正月恤刑福建。二十八年出守襄阳府。官至福建盐运使，三十九年十月科道拾遗，以不职致仕。享年九十一。

## 家族
曾祖盧德清；祖父盧敏政；父盧斗南。前母黃氏；母舒氏。具庆下。兄盧望。弟盧時、盧理。曾孫盧承欽，萬曆丙辰進士。